# みしまや
株式会社みしまや（Mishimaya, Inc.）は、島根県松江市に本社を置くスーパーマーケット事業を行う企業。CGCグループに加盟している。

## 概要
1914年に松江市でパン製造販売業として創業し、1949年に有限会社「みしまや」を設立した。
創業当初はパンのほか、砂糖の量り売りなどをしていた。
創業当時は日本の家庭でパン食の習慣がなかったため、松江市に駐留していた軍にパンを卸していた。しかし第二次世界大戦の終戦後、その売り上げがなくなったため、スーパーマーケットへ業態を変更した。
みしまやオリジナル商品も販売しており、2021年には「特別純米サカナニコレ」と「純米吟醸ニクニコレ」という魚や肉にあう日本酒を島根県内の米田酒造と協力して開発し、販売した。そのほか、島根県の名産品をつかった「赤てんぱん」「めしどろぼう」「ぷるり島根メロン」といった商品を販売している。
みしまやではセービングクーポンという独自のクーポンサービスを提供している。
「お財布をセービング（Saving）」することが名前の由来である。
購入200円ごとに1枚配布され、30枚貯めて店舗で配布されているセービングブックに貼り付けることで店舗が指定する特定商品を値引き価格で購入することなどができる。
2025年現在、みしまやではポイントカードを取り入れず、セービングクーポンを配布しているが、2017年には2店舗限定でポイントカードの仕組みを導入したことがあった。しかし売り上げが急落したために本格導入には至らず、ポイントカードは廃止された。

## 沿革
公式ウェブサイトの会社概要より。
- 1914年1月 パン製造業を始める
- 1949年12月 みしまや創業
- 1957年12月 つるや食品部開店 （天神町）
- 1959年12月 にしきや開店
- 1963年4月 つるや殿町店開店
- 1964年8月 殿町店開店
- 1965年7月 中央店開店
- 1966年7月 大橋店開店
- 1967年12月 北松江店開店
- 1970年12月 相生店開店
- 1971年5月 本部開設
- 1971年10月 田町店開店
- 1972年10月 さいか店開店
- 1973年10月 北堀店開店
- 1976年10月 中原店開店
- 1977年12月 浜の木店開店
- 1979年4月 川津店開店
- 1980年6月 CGC加盟
- 1980年12月 春日店開店
- 1981年5月 ピノ いたずら天使 マリー開店
- 1986年12月 津田店開店
- 1990年3月 鹿島店開店
- 1994年6月 八束店開店
- 1996年9月 ピノ食品館開店
- 1997年10月 学園店開店
- 1998年11月 春日店新装改装
- 2000年3月 上の木店開店
- 2001年10月 楽山店開店
- 2003年10月 ヴェルデ中央店移転開店
- 2003年11月 田和山店開店
- 2004年4月 ヴェルデ川津店開店
- 2004年7月 ヴェルデ八束店開店
- 2005年1月 ヴェルデ中原店開店
- 2006年8月 みしまや三刀屋店開店
- 2009年6月 有限会社より株式会社に
- 2014年5月 大田長久店開店
- 2022年5月 東川津店開店

## 店舗
- 東川津店
- 大田長久店
- 春日店
- さいか店（本社所在地）
- 鹿島店
- 学園店
- 上の木店
- 楽山店
- 田和山店
- 雲南三刀屋店
- 中央店（山陰中央新報の本社ビル1F）
- 中原店
- 八束店